# Germania VI

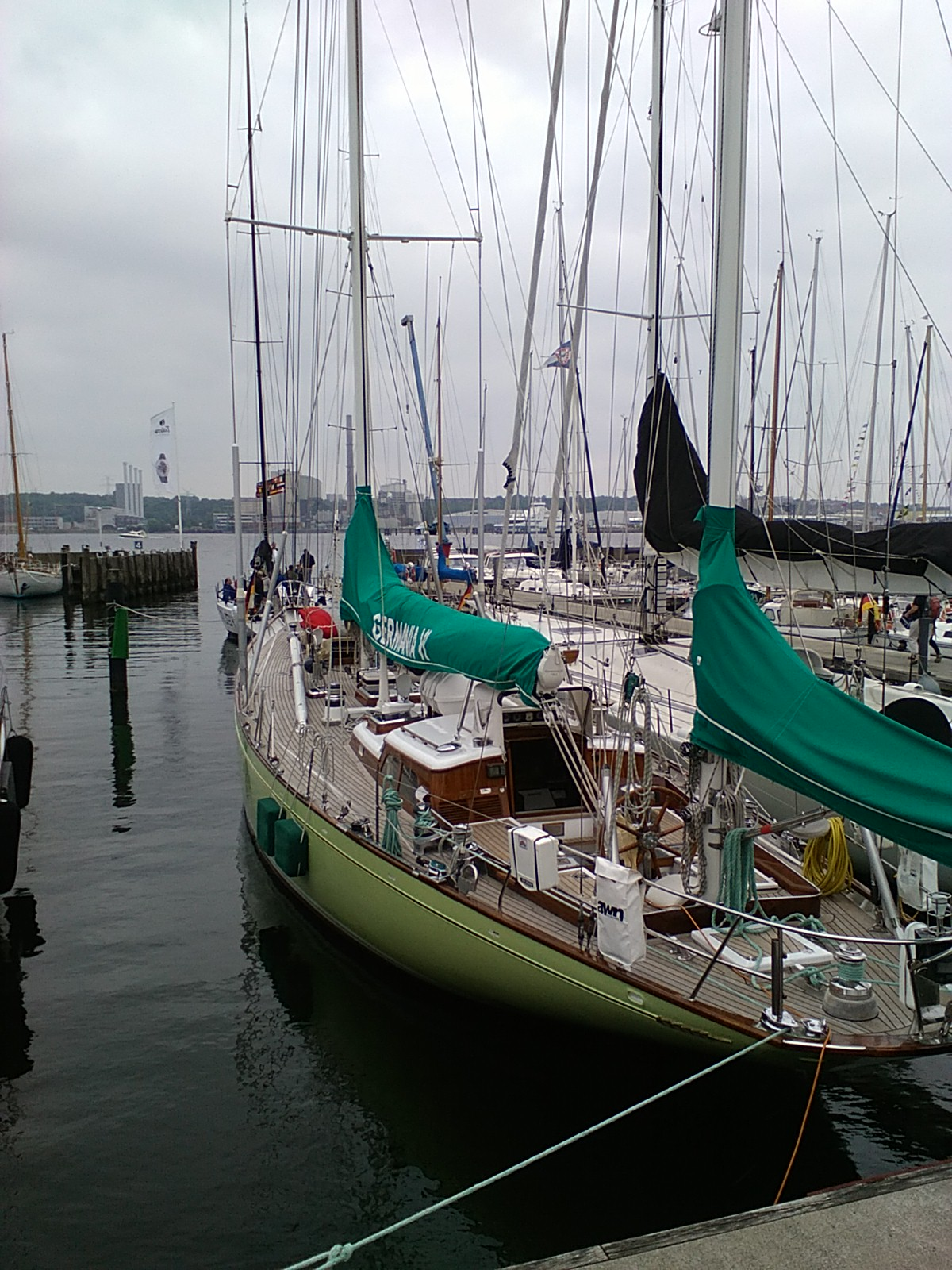
Germania VI im Olympia-Hafen in Kiel, 2018

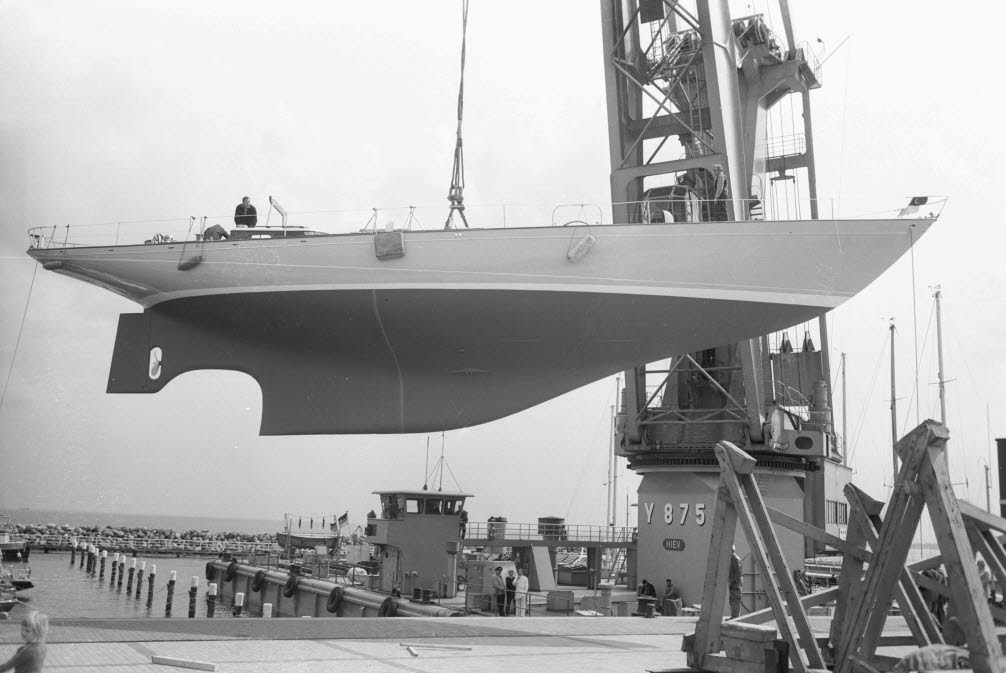
Germania VI wird in Wasser gehoben, 1973

Die Germania VI ist eine als Bermuda-Yawl getakelte Segelyacht, die im Jahr 1963 für Alfried Krupp von Bohlen und Halbach, den Inhaber der Firma Fried. Krupp in Essen, als erste ganzgeschweißte Aluminium-Yacht der Welt auf der Bootswerft Abeking & Rasmussen in Lemwerder bei Bremen unter der Baunummer 5895 gebaut wurde.

## Entstehung und erste Erfolge
Krupp verpflichtete für die Konstruktion der Yacht das seit den 1930er Jahren sehr erfolgreiche New Yorker Yachtdesignbüro Sparkman & Stephens. Die Germania VI wurde als Regattayacht in ihrer Konzeption bewusst auf ein weltweites Fahrtgebiet ausgelegt, wobei die seit 1955 mit der Germania V im Hochseesegeln durch Krupp gewonnenen Erfahrungen einflossen. Mehrfach nahm sie an den Regatten von Newport (Rhode Island) zu den Bermudas (Bermudarennen) sowie an der Regatta von Buenos Aires nach Rio de Janeiro teil. Zweimal startete sie unter ihrem ersten Skipper Hans Viktor Howaldt in den Jahren 1966 und 1968 in Transatlantikregatten, die von Bermuda nach Skagen bzw. Travemünde führten.

## Stiftungsyacht
Nach dem Tod von Alfried Krupp im Jahr 1967 war die Zukunft der Yacht zunächst ungewiss. Der Sohn und Erbe Arndt von Bohlen und Halbach wollte Germania VI zunächst verkaufen, da er eine eigene 34-Meter-Motoryacht Antinous besaß. Der Generalbevollmächtigte Krupps und Testamentsvollstrecker Berthold Beitz konnte jedoch den Verkauf verhindern, da er sicher nicht im Sinne des Erblassers gewesen wäre. Man einigte sich auf eine kostendeckende Charterlösung mit Übernahme des bisherigen Bootsmannes, ein Eckernförder Yachtmatrose, Fiete Mahde, die aber wegen der hohen Unterhaltskosten der Yacht fehlschlug. Im Jahr 1971 übernahm daher die Alfried Krupp von Bohlen und Halbach-Stiftung gemäß einer Übereinkunft zwischen Arndt von Bohlen und Halbach, und dem Vorsitzenden des Kuratoriums der Krupp-Stiftung, Berthold Beitz die Yacht Germania VI für einen symbolischen jährlichen Charterbetrag von 2.000 DM. Die laufenden Unterhaltskosten wurden auch von der Krupp-Stiftung getragen. Im Jahr 1979 erwarb die Krupp-Stiftung die Yacht zum symbolischen Kaufpreis von 1 DM. Die Germania VI fährt heute als Ausbildungsschiff vorwiegend in der Nord- und Ostsee. Sie zeigt aber auch als Botschafterin des deutschen Sports (Berthold Beitz war deutsches IOC-Mitglied) an den olympischen Segelwettbewerben 1972 in Kiel, 1976 vor der Ostküste der USA, 1980 in Tallinn/Reval und 1992 vor Barcelona Flagge.
Die Yacht wird von der Krupp-Stiftung unterhalten. Die Besatzung der Germania VI variiert von 12 bis 17 Mann.
Liegehäfen sind Kiel (vor dem Kieler Yacht-Club (KYC)) und im Winter im Sportboothafen Travemünde (Böbs-Werft).
Die Germania VI wird von einem festen Bootsmann (1983–2021: Günter Bunke; seit 2021 Jan-Christian Rössler) betreut. Während eines Orkans in der Nacht vom 27. auf den 28. August 1989 wurde die Yacht an ihrem Liegeplatz in Kiel so stark beschädigt, dass sie praktisch zum wirtschaftlichen Totalverlust wurde. Berthold Beitz entschied, dass die Germania VI erhalten bleiben solle. Die sehr umfangreiche Reparatur bei der Böbs-Werft in Travemünde, bei der die gesamte Inneneinrichtung entfernt werden musste, kam einem Neubau gleich. Pünktlich zur Kieler Woche im Juni 1990 wurde die Yacht wieder segelklar. Im Juni 2003 nach einer Einsatzzeit von 40 Jahren hat die Germania VI laut Logbuch eine Strecke von 219.378 Seemeilen auf eigenem Kiel zurückgelegt, das entspricht der Entfernung von der Erde bis zum Mond.
Heute segelt die Yacht als Ausbildungsschiff für den Segelnachwuchs.

## Yachten mit dem NamenGermania
- Germania, 1908, Germaniawerft[7][8]
- Germania II, 1934, Abeking & Rasmussen (A&R), 8mR-Yacht, Baunummer 2856
- Germania III, 1935, A&R, 8mR-Yacht, Baunummer 2974
- Germania IV, 1939, A&R, 8mR-Yacht, Baunummer 3340
- Germania V, 1955, A&R, 13 KR-Yacht, Baunummer 5025
- Germania VI, 1963, A&R, 16 KR-Yacht, Baunummer 5895